# Regimiento de Telecomunicaciones n.º 6 "Tarapacá"
El Regimiento de Telecomunicaciones n.º 6 "Tarapacá" o 6.º Regimiento de Telecomunicaciones "Tarapacá", nace el 26 de marzo de 1957 como Batallón de Telecomunicaciones Mecanizados "Tarapacá". Su primer cuartel fue el local ocupado inicialmente por el Destacamento Blindado N°1 en la calle Aníbal Pinto, posteriormente se ubicó en el cuartel de la actual avenida Pedro Prado y finalmente se traslada a su actual ubicación en la ciudad de Pozo Almonte, forma parte de la VI División de Ejército.
- Datos: Q9067582